# Records (álbum)
"Records" é um álbum de compilação da banda de rock britânico-americana Foreigner, lançado em 29 de novembro de 1982, abrangendo os primeiros quatro álbuns da banda até 1981. Lançado juntamente com seu segundo álbum, "Double Vision", este lançamento é o disco mais vendido do grupo. Ele foi certificado 7× platina pela RIAA.